# L'Action française : culture, société, politique
L'Action française : culture, société, politique est une série de quatre publications scientifiques publiées de 2008 à 2012, fruit d'un travail transdisciplinaire autour de Charles Maurras et l'Action française. Les publications sont dirigées par les historiens Olivier Dard, Jacques Prévotat, Michel Leymarie, Michel Grunewald, Neil McWilliam et le professeur de littérature Jeanyves Guérin.

## Présentation
De 2007 à 2011, quatre colloques « L’Action française, culture, société, politique », réunis à Metz et Paris, abordent quatre thèmes : Maurras, les héritages ; Maurras et l’étranger ; Maurrassisme et culture ; Maurrassisme et littérature. Ces colloques s'inscrivent dans la postérité des études maurrassiennes lancées en 1968 par les historiens Victor Nguyen et Georges Souville. Ils marquent un regain d'intérêt de la part des historiens pour l'étude de l'Action française sous l'impulsion d'Olivier Dard et de Michel Leymarie.

### Maurras, les héritages
Le 1er colloque est tenu les 21, 22 et 23 mars 2007 à Paris dans le Centre d'Histoire de Sciences po à Paris. René Rémond participe à sa préparation ainsi qu'avec le concours de l'Institut de Recherches Historiques du Septentrion et du Comité d’Histoire Parlementaire et Politique. Ce colloque aboutit à la publication d'un premier volume L’Action française : culture, société, politique consacré à l'idéologie de l'Action française et son influence sur la société française. Les différentes contributions se concentrent « sur les héritages revendiqués ou refusés, les milieux sociaux et religieux que le mouvement informe, ses vecteurs de diffusion et les régions plus particulièrement sensibles à ses thématiques, les oppositions et les dissidences ».

### Maurras et l'étranger
Le deuxième colloque est organisé avec le soutien de la Maison des Sciences de l'Homme de Lorraine les 15 et 16 mai 2008 à l'Université Paul Verlaine à Metz. Les seize contributions permettent de développer sur « les relations que Maurras et les maurrassiens entretiennent avec des interlocuteurs étrangers, favorables ou hostiles, ainsi que la réception, les divers usages et les transferts culturels et politiques hors de France »,. L'ouvrage qui en résulte explicite la réception du maurrassisme en Belgique, en Suisse, au Canada français, en Roumanie, au Portugal, en Espagne, en Italie, en Amérique latine ainsi qu'en Grande-Bretagne et en Allemagne.

### Maurrassisme et culture
Le troisième colloque se déroule de nouveau au Centre d'Histoire de Sciences po à Paris les 25, 26 et 27 mars 2009 grâce au concours du Centre d’Histoire de Sciences po et de son directeur Jean-François Sirinelli. De plus, le Centre Régional Universitaire Lorrain d’Histoire, les Visual Studies de Duke University et l’Institut de Recherches historiques du Septentrion soutiennent l'initiative,. Le colloque se consacre plus spécifiquement aux liens entretenus par le maurrassisme avec l'histoire, la politique, la philosophie et l'esthétique à travers l’étude de personnalités majeures. Le troisième volume compte vingt-quatre contributions.

### Maurrassisme et littérature
Le quatrième colloque se tient les 20, 21 et 22 octobre 2011 à l’Université Paris 3 Sorbonne nouvelle,. Les dix-sept contributions s'intéressent « à la littérature, place accordée aux réfractaires et dissidents (Gide, Claudel, Bernanos, Mauriac) à côté des inspirateurs Mistral et des amis Bourget, Lemaître, Daudet »,. D'après l'historien Bertrand Joly, « le colloque montre de façon convaincante que l'apogée culturel de l'AF et dont le proche début de son déclin se situent non pas à la veille des crises de 1926 (condamnation pontificale, affaire Valois, etc.) mais sans doute plus tôt, dès 1922-1923, et que l'obsolescence littéraire et l'impuissance politique coïncident à peu près parce qu'elles se nourrissent l'une de l'autre ». Marie Aynié estime que la conclusion « montre que le maurrassisme littéraire ne peut être appréhendé comme « un bloc » et que « l'unanimité esthétique s'étiole au fil du temps chez les maurrassiens » au fur et à mesure que le corsetage doctrinal bride l'inventivité esthétique ». L'historien Martyn Cornick salue « un volume de qualité qui se caractérise par une complémentarité d'approches ».

## Publications
- Michel Leymarie (dir.) et Jacques Prévotat (dir.), L’Action française : culture, société, politique, vol. 1, Villeneuve-d'Ascq, Presses universitaires du Septentrion, coll. « Histoire et civilisations », 2008, 434 p. (ISBN 978-2-7574-2123-9, présentation en ligne, lire en ligne)
  - Philippe Boutry, « L’Action française, la Révolution et la Restauration », p. 25-59
  - Christian Amalvi, « Les conceptions de l'histoire selon l'Action française de 1910 à 1940 », p. 61-73
  - Jérôme Grondeux, « Maurras et la crise du spirituel républicain », p. 75-86
  - Bertrand Joly, « Les ligues nationalistes et l’Action française : un héritage subi et rejeté », p. 87-97
  - Gilles Le Béguec, « Le monde des barreaux et l'Action française », p. 101-111
  - Bénédicte Vergez-Chaignon, « Les milieux médicaux et l'Action française », p. 113-119
  - Olivier Forcade, « Les milieux militaires et l'Action française de 1898 à 1940 », p. 121-140
  - Olivier Dard, « Les milieux économiques et l'Action française », p. 141-154
  - Jacques Prévotat, « Les milieux catholiques d'Action française », p. 175-172
  - André Encrevé, « Les milieux protestants et l’Action française », p. 173-184
  - Catherine Nicault, « Les « Français israélites » et la ligue d’Action française. Des années 1900 à 1940 », p. 185-202
  - Rosemonde Sanson, « Les jeunesses d’Action française avant la Grande Guerre », p. 205-215
  - Guillaume Gros, « Les Jeunes et l’Action française (1914-1939) », p. 217-228
  - Bruno Dumons, « L’Action française au féminin », p. 229-241
  - Jean Garrigues, « Le moment parlementaire de l'Action française : 1919-1924 », p. 243-253
  - Gérard Gaudin, « L'Action française en Provence », p. 257-266
  - Philippe Secondy, « Le Languedoc méditerranéen : une terre de nostalgiques du roi sensibles au maurrassisme », p. 267-278
  - Marc Agostino, « L’Action française dans le Sud-Ouest : un terreau royaliste, un lien ambigu avec le catholicisme », p. 279-290
  - Jean Vavasseur-Desperriers, « L’Action française dans le Nord : les variations d’une radicalité militante », p. 291-310
  - David Bensoussan, « L’Action française en Bretagne, entre renouveau et enterrement du royalisme », p. 311-323
  - Laurent Joly, « L’Action française bimensuelle et quotidienne », p. 327-336
  - Hervé Serry, « Les revues intellectuelles et l’Action française après 1918 », p. 337-346
  - Michael Sutton, « Des opposants à l’Action française : Maurice Blondel, son influence, et le repositionnement de Jacques Maritain », p. 347-358
  - Jean-Dominique Durand, « Don Luigi Sturzo et l’Action française : une opposition démocrate chrétienne », p. 359-370
  - Michel Leymarie, « Dissidents et critiques des années vingt », p. 371-385
- Olivier Dard (dir.) et Michel Grunewald (dir.), L'Action française : culture, politique, société, vol. 2 : Charles Maurras et l'étranger – L'étranger et Charles Maurras, Villeneuve-d'Ascq, Peter Lang, 2009, 427 p. (ISBN 978-3-0343-0039-1, présentation en ligne)
  - Didier Musiedlak, « Charles Maurras et l'Italie : histoire d'une passion contrariée », p. 155-168
  - Traian Sandu, « De Charles Maurras à Lucien Rebatet : un alibi de droite français pour le fascisme roumain de la Garde de Fer ? », p. 169-192
  - Pedro Carlos González Cuevas, « Charles Maurras et l'Espagne », p. 193-264
  - Ana Isabel Sardinha Desvignes, « L'Action française au Portugal (1910-1918) : quelques repères pour l'histoire d'une réception », p. 265-282
  - Olivier Compagnon, « Le maurrassisme en Amérique latine. Étude comparée des cas argentin et brésilien », p. 283-308
  - Christophe Le Dréau, « L'Action française de Charles Maurras et les catholiques britanniques », p. 309-320
  - Michael Sutton, « Le maurrassisme de T. S. Eliot et le legs de T. E. Hulme », p. 321-338
  - Michel Grunewald, « De Luther à Hitler. Maurras et l'« Allemagne éternelle » », p. 339-358
  - Hans Manfred Bock, « Traditionalisme, passéisme, protofascisme. Perceptions de Charles Maurras en Allemagne », p. 359-380
- Olivier Dard (dir.), Michel Leymarie (dir.) et Neil McWilliam (dir.), L’Action française : culture, société, politique, vol. 3 : Le maurrassisme et la culture, Villeneuve-d'Ascq, Presses universitaires du Septentrion, coll. « Histoire et civilisations », 2010, 370 p. (ISBN 978-2-7574-2145-1, présentation en ligne, lire en ligne)
  - Grégoire Kauffmann, « De Drumont à Maurras, une veine pamphlétaire », p. 17-23
  - Philippe Secondy, « Léon Daudet pamphlétaire », p. 25-34
  - Christophe Dickès, « Jacques Bainville, une critique culturelle éphémère ? », p. 35-44
  - Laurent Joly, « La Revue critique des idées et des livres. Première dissidence d’Action française ou première génération intellectuelle de « maurrassiens » indépendants ? (avril 1908 – février 1914) », p. 45-59
  - Thomas Roman, « L’Indépendance : avec ou sans Maurras ? », p. 61-72
  - Priscilla Parkhurst Ferguson, « Les chroniques de la vie ordinaire dans L’Action française », p. 73-82
  - Michael Sutton, « Le maurrassisme face aux philosophies bergsonienne et blondélienne », p. 83-97
  - Jean-Michel Wittmann, « Gide, un « anti-Maurras » ? », p. 99-109
  - Carole Reynaud-Paligot, « Maurras et la notion de race », p. 111-119
  - Martha Hanna, « Contre Kant et la Kultur. La critique culturelle de l’Action française pendant la Grande Guerre », p. 121-130
  - Michel Grunewald, « Les germanistes français et le maurrassisme : le cas de Louis Reynaud », p. 131-146
  - Robert Kopp, « Maurras lecteur de Rousseau et de Chateaubriand », p. 147-160
  - Gaetano DeLeonibus, « Discordances du classicisme maurrassien », p. 161-172
  - Neil McWilliam, « Qui a peur de George Sand ? : Antiromantisme et antiféminisme chez les maurrassiens », p. 173-184
  - Christian Amalvi, « Charles Maurras et l’Antiquité, 1895-1952 », p. 185-196
  - Gerd Krumeich, « Maurras, les maurrassiens et Jeanne d’Arc », p. 197-207
  - Michela Passini, « Louis Dimier, l’Action française et la question de l’art national », p. 209-218
  - Olivier Dard, « Henri Massis (1886-1970) », p. 219-233
  - Ludovic Morel, « Thierry Maulnier, soldat maurrassien de l’humanisme », p. 235-248
  - Michel Leymarie, « Trois enquêtes et un hommage », p. 249-266
  - Francis Balace, « Les Camelots du Roi. Une jeunesse contestataire et dérangeante dans le roman français : 1908-1914 », p. 267-280
  - Jane Fulcher, « Du classicisme réactionnaire à celui de la Résistance : L’Action Française, la musique et le compromis idéologique de Vichy », p. 281-299
  - Bénédicte Vergez-Chaignon, « Des maurrassiens aux prises avec le nationalisme intégral : rupture résistante ou coexistence avec l’Action française (1940-1948) ? », p. 301-311
  - Guillaume Gros, « L’Action Française, l’histoire et les historiens après 1945 », p. 313-324
- Michel Leymarie (dir.), Olivier Dard (dir.) et Jeanyves Guérin (dir.), L’Action française : culture, société, politique, vol. 4 : Maurrassisme et littérature, Villeneuve-d'Ascq, Presses universitaires du Septentrion, coll. « Histoire et civilisations », 2012, 322 p. (ISBN 978-2-7574-2175-8, présentation en ligne, lire en ligne)
  - Martin Motte, « Mistral-Maurras : les enjeux d’une filiation », p. 19-36
  - Laurent Joly, « Les « grands écrivains sont avec nous » Bourget, Lemaître et l’Action française », p. 37-53
  - Jean El Gammal, « Léon Daudet critique : histoire, littérature, politique », p. 55-68
  - Michel Leymarie, « Les Lettres dans La Revue universelle de 1920 à 1924 », p. 69-84
  - Pierre Masson, « Gide, La NRF et L’Action française 1908-1925 », p. 85-103
  - Pascale Alexandre-Bergues, « Claudel et Maurras : retour sur une polémique », p. 105-116
  - Olivier Dard, « La Jeune Droite, le maurrassisme et la littérature », p. 117-133
  - Denis Labouret, « Georges Bernanos et l’Action française : histoire d’un malentendu », p. 135-146
  - Jérémie Majorel, « Blanchot et Maurras : le départage des voix (sur deux chroniques de L’Insurgé en 1937) », p. 147-158
  - Hélène Merlin-Kajman, « Relire le Racine de Thierry Maulnier et le Corneille de Robert Brasillach ? », p. 159-175
  - Jean Touzot, « Maurras et l’Académie française », p. 177-184
  - Jeanyves Guérin, « Le maurrassisme au théâtre », p. 185-199
  - Marc Dambre, « Les Hussards et l’Action française », p. 201-217
  - Guillaume Gros, « Roland Laudenbach et La Table ronde, Jacques Perret et Aspects de la France », p. 219-232
  - Francis Balace, « Classicisme et truculence. Réception littéraire de Charles Maurras et Léon Daudet en Belgique », p. 233-250
  - Ana Isabel Sardinha Desvignes, « Contre Maurras : le « néoclassicisme scientifique » de Fernando Pessoa », p. 251-266
  - Georgiana Medrea, « Maurrassisme et littérature en Roumanie », p. 267-282